# 岡村猛
岡村 猛（おかむら たけし、1955年4月1日 - ）は、日本のアマチュア野球選手（内野手）。大学野球指導者。

## 人物
佐賀県佐賀市生まれ。佐賀県立佐賀西高等学校では、内野手、控え投手として活躍。1972年春季九州大会県予選で準決勝に進むが、唐津工に敗退。一浪を経て1974年4月、早稲田大学第一文学部入学。野球部に入部し二塁手として活躍する。東京六大学野球リーグでは同年春季リーグで優勝を経験したが、自らの活躍の場はなく、その後は法大の全盛期となって優勝には届かなかった。リーグ戦通算52試合出場、147打数41安打、打率.279、0本塁打、7打点。
1978年3月に卒業し、東京ガスに入社。同年の日本選手権では三塁手として起用される。エース松沼博久を擁し決勝に進出するが、北海道拓殖銀行に0-1で惜敗した。
2011年、應武篤良の後を受け早稲田大学野球部の監督に就任。2014年いっぱいまで務めた。

### 早大野球部同期
- 山倉和博
- 佐藤清